# Herbert James Draper
Herbert James Draper (novembro de 1863 (ou 1864)  - 22 de setembro de 1920) foi um pintor classicista inglês cuja carreira começou na era vitoriana e se estendeu pelas primeiras duas décadas do século XX.

## Vida
Nascido em Londres, filho de um joalheiro chamado Henry Draper e sua esposa Emma,   foi educado na Bruce Castle School em Tottenham  e depois passou a estudar arte na Royal Academy .  Ele realizou várias viagens educacionais a Roma e Paris entre 1888 e 1892, tendo ganho a Medalha de Ouro da Royal Academy e a Bolsa de Estudante Viajante em 1889. Na década de 1890, trabalhou como ilustrador, acabando por se estabelecer em Londres. Em 1891, ele se casou com Ida (nascida Williams), com quem teve uma filha, Yvonne.  Morreu de arteriosclerose aos 56 anos, em sua casa em Abbey Road .

## Carreira
O período mais produtivo de Draper começou em 1894. Ele se concentrou principalmente em temas mitológicos da Grécia antiga. Sua pintura O lamento para Ícaro (1898) ganhou a medalha de ouro na Exposição Universal em Paris em 1900 e mais tarde foi comprada para a Tate Gallery pelos Chantrey Trustees . Ele também foi responsável pela decoração do teto do Drapers 'Hall na cidade de Londres.   Embora Draper não fosse membro nem sócio da Royal Academy, participou das exposições anuais de 1890 em diante.  Nos anos posteriores, à medida que o gosto do público mudou e as cenas mitológicas se tornaram menos populares, ele se concentrou mais nos retratos.  
Durante sua vida, Draper foi bastante famoso, um retratista renomado. Em seus últimos anos, sua popularidade diminuiu, embora recentemente tenha havido um renascimento do interesse por seu trabalho no mercado de arte.  A venda de seu quadro The Sea Maiden pelo Royal Cornwall Museum em 2010, para ajudar a garantir suas finanças, gerou debate sobre a política de destinação de obras de arte para esse fim. 
O livro de Simon Toll sobre Draper, publicado pelo Antique Collector's Club é o único estudo moderno de seu trabalho e inclui um catálogo completo de seus desenhos e pinturas.

## Galeria

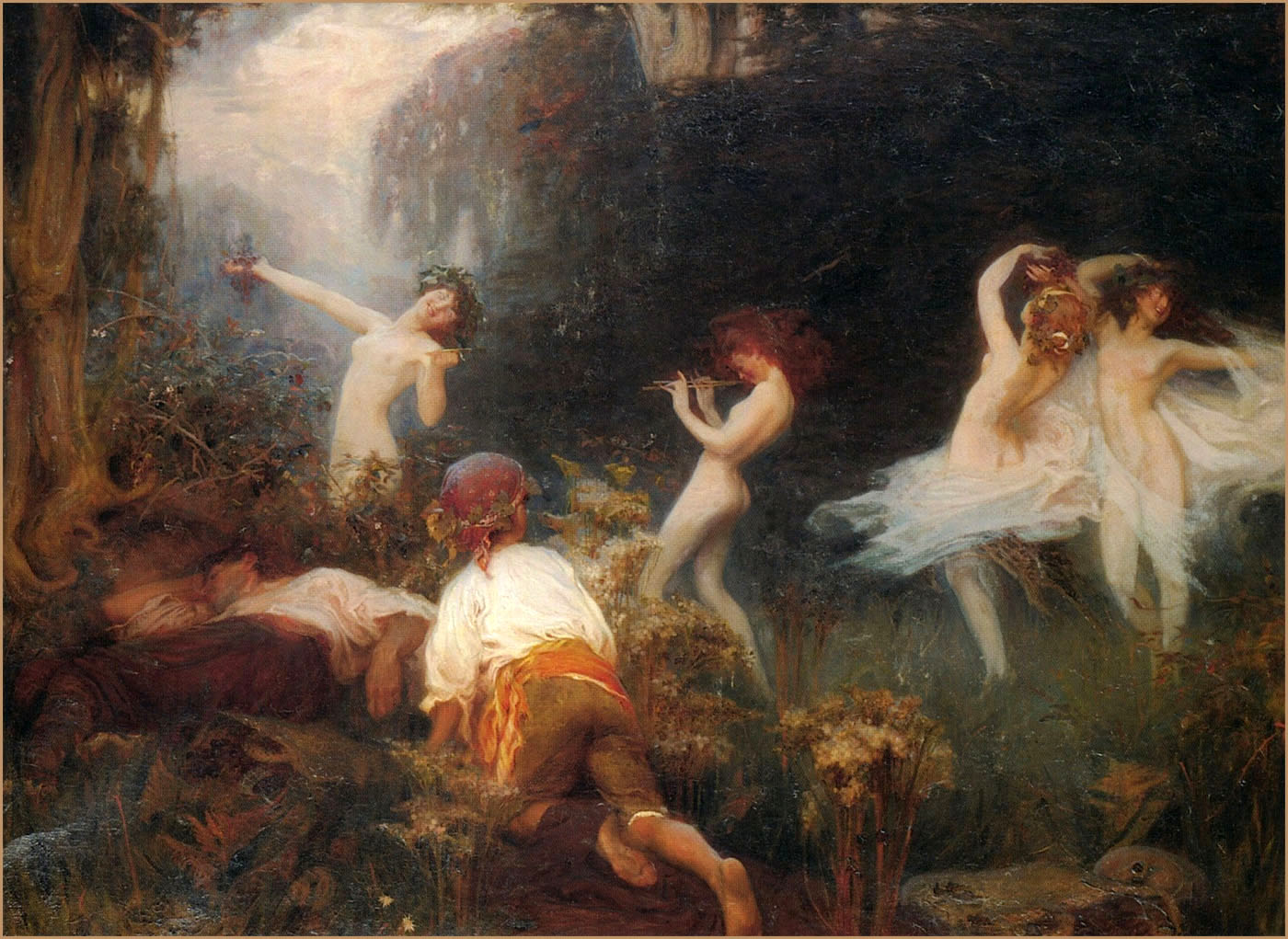
The Vintage Morn
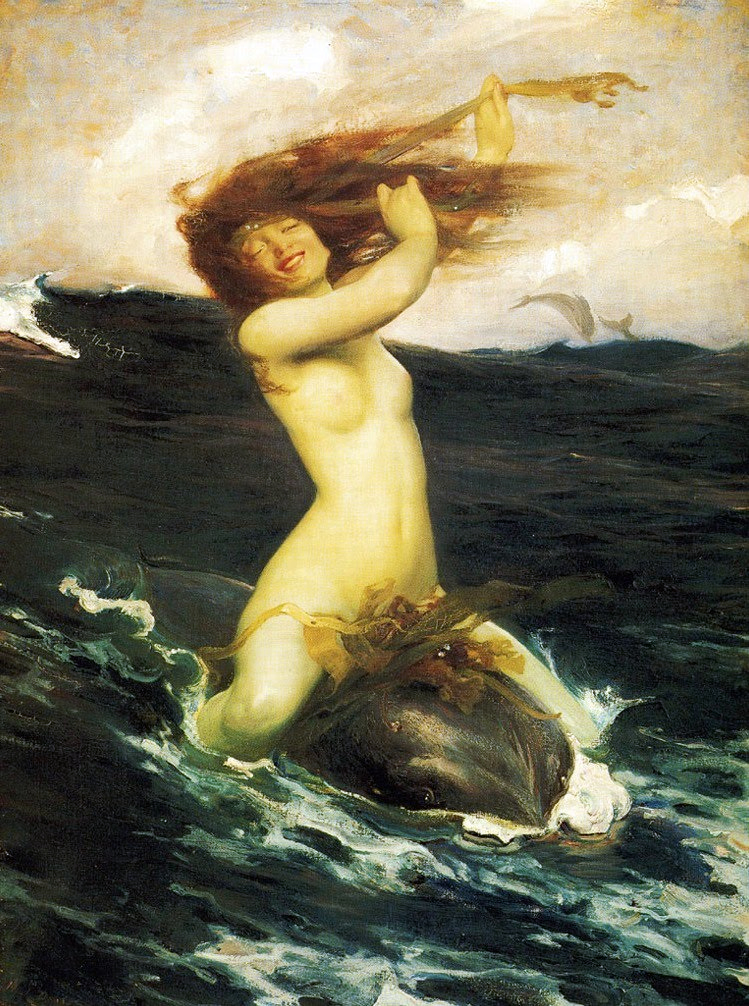
A fada marinha na espuma (The Foam Sprite), 1896
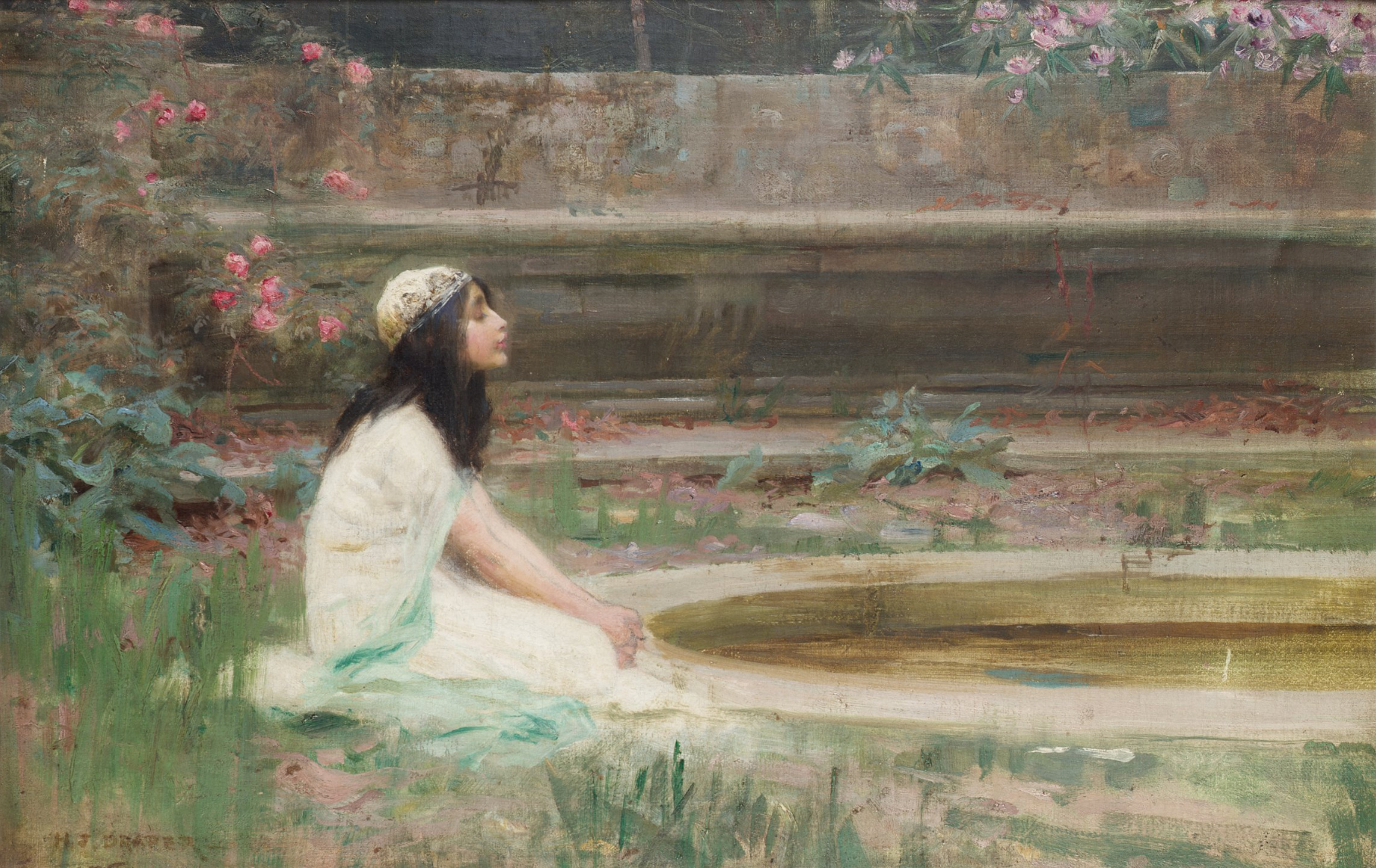
A Young Girl by a Pool
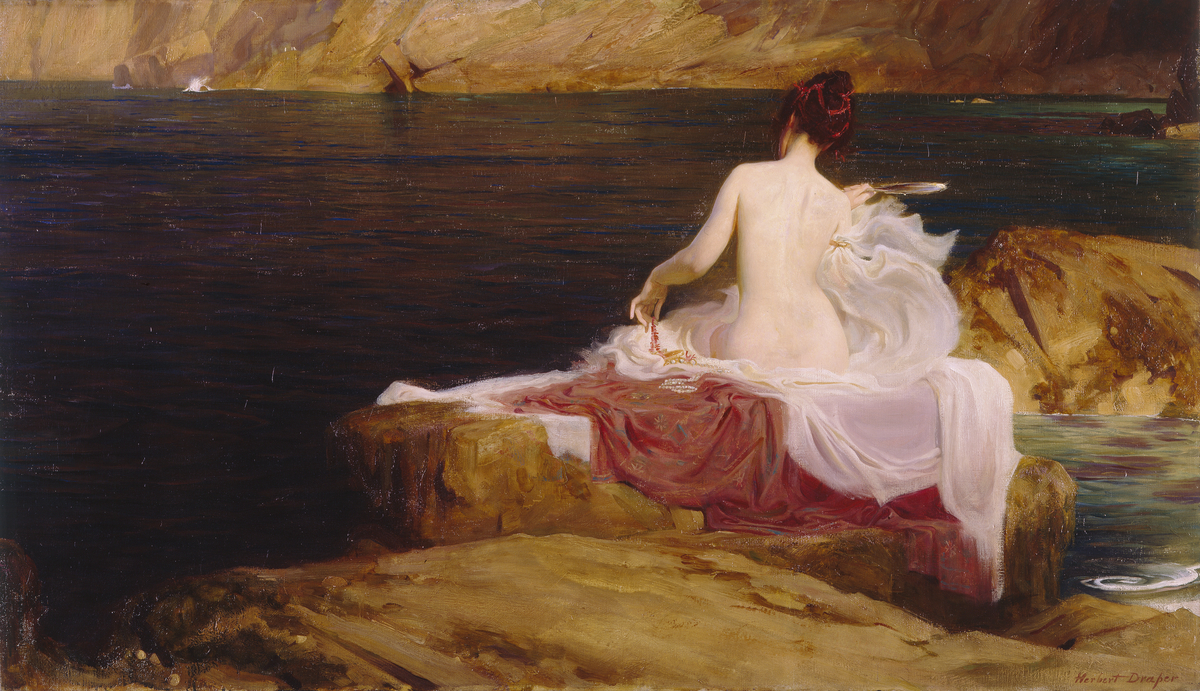
Calypso's Isle
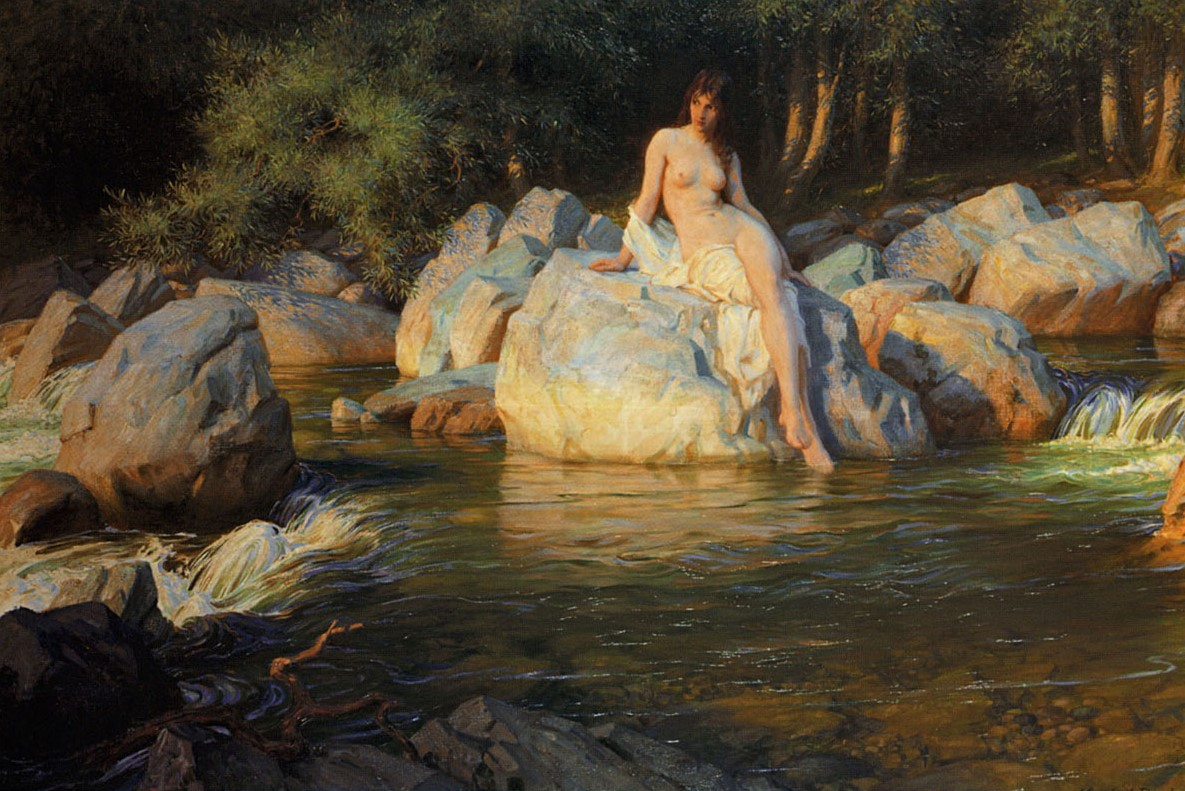
The Kelpie, 1903
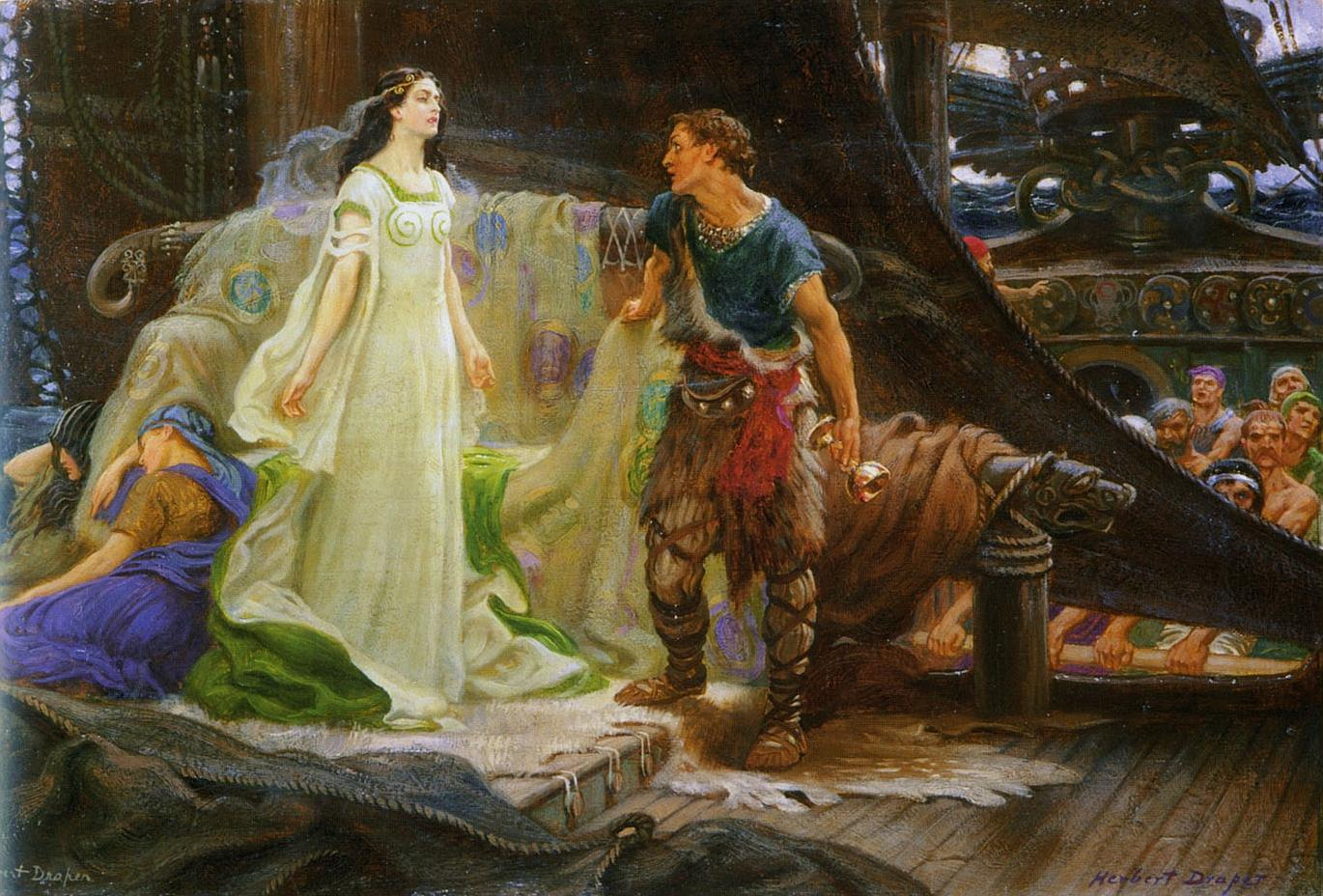
Tristão e Isolda
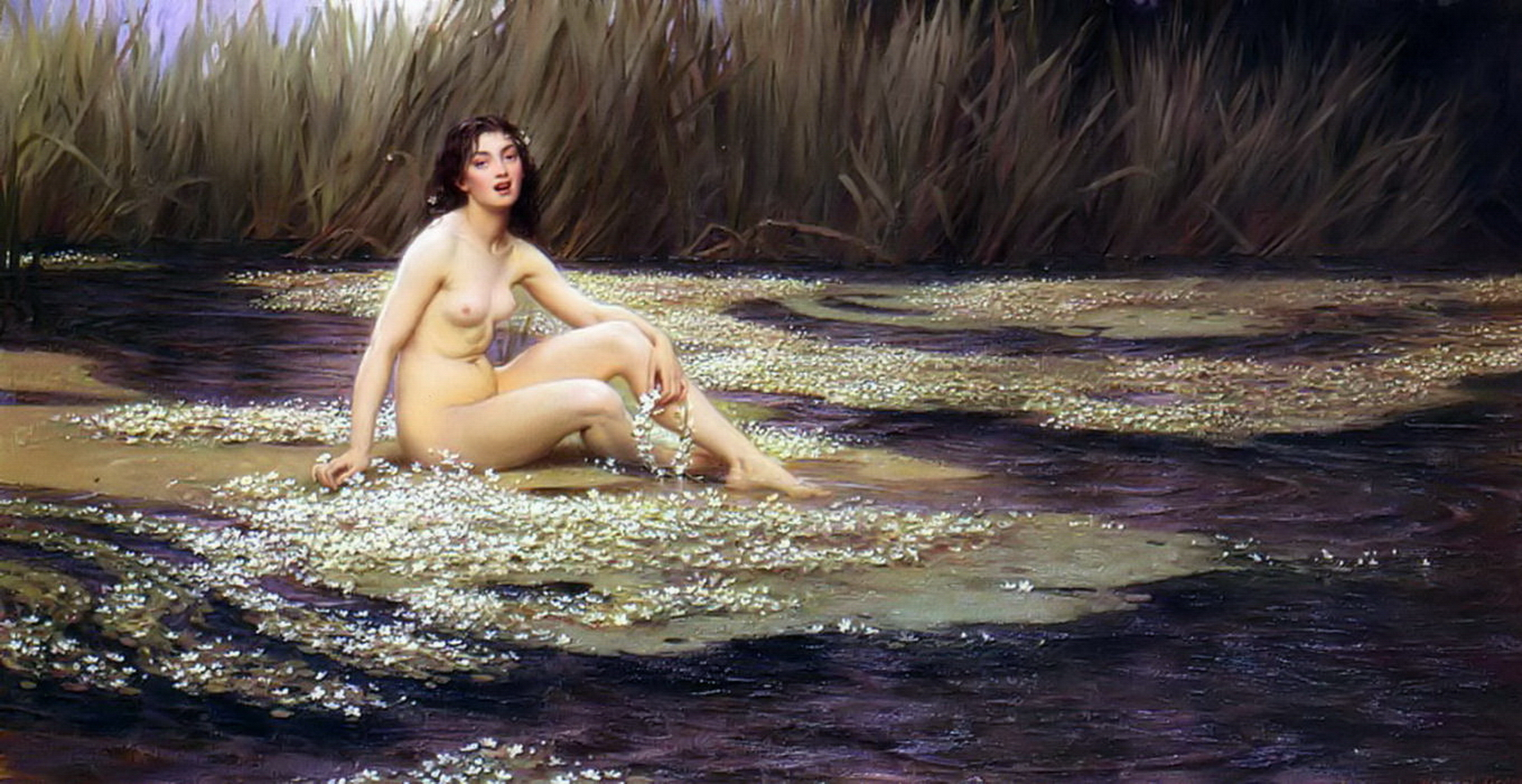
A Ninfa da Água, 1908
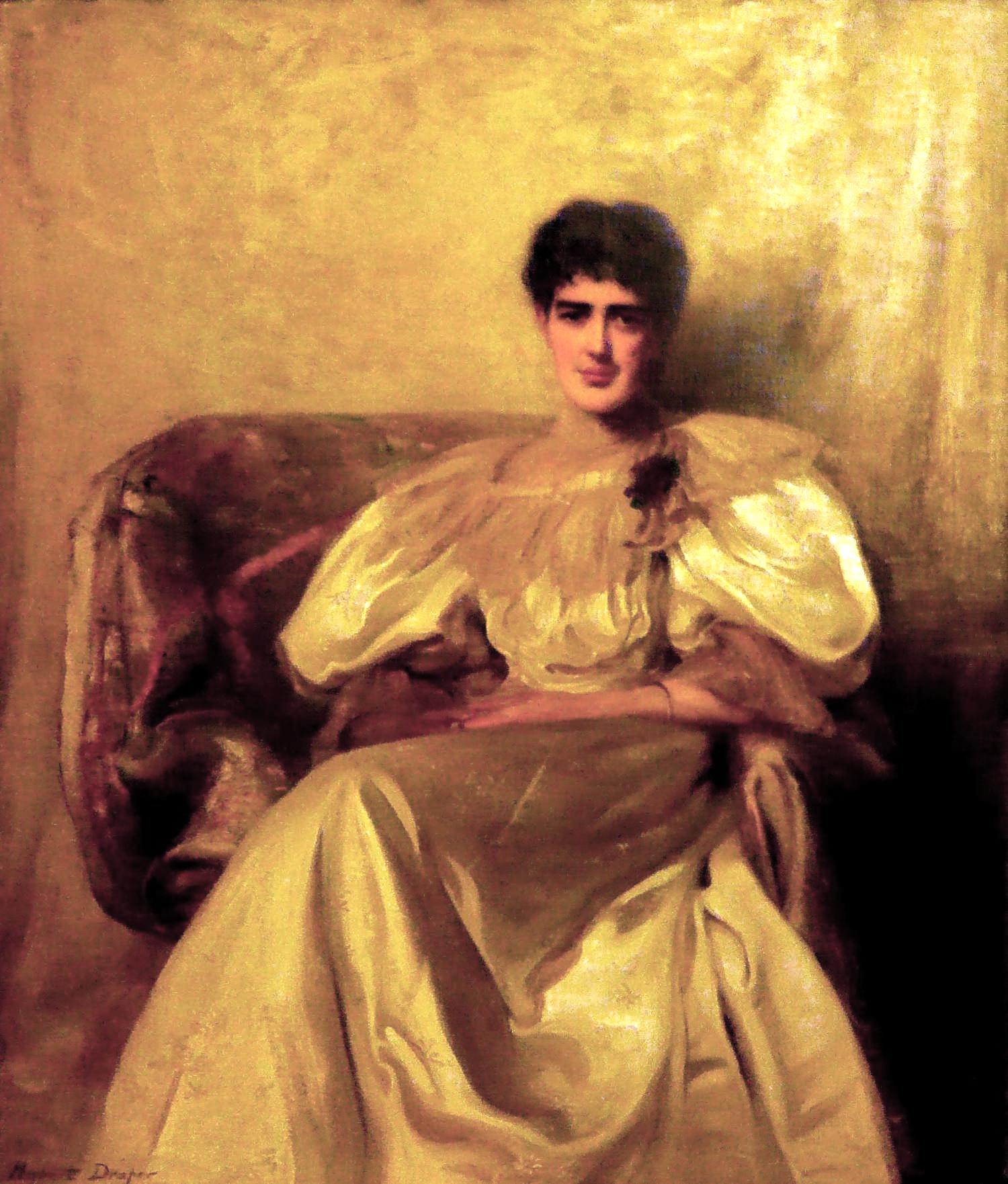
Ida Draper
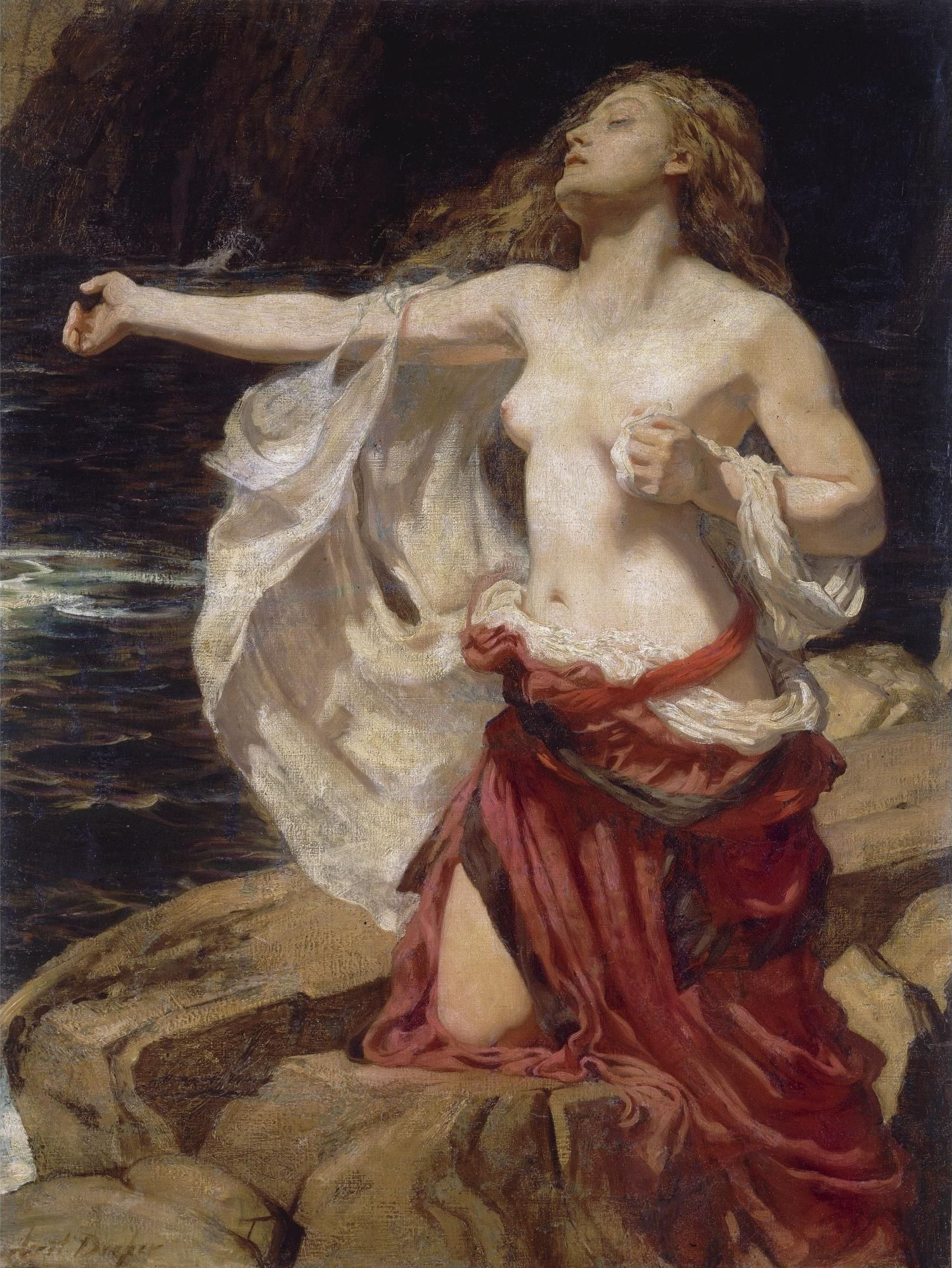
Ariadne
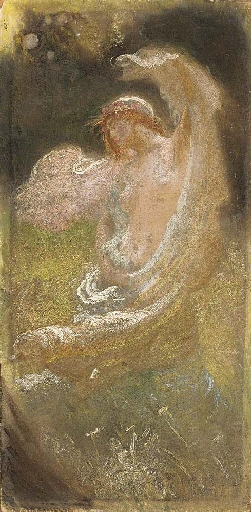
A Nymph in a Sunlit Glade
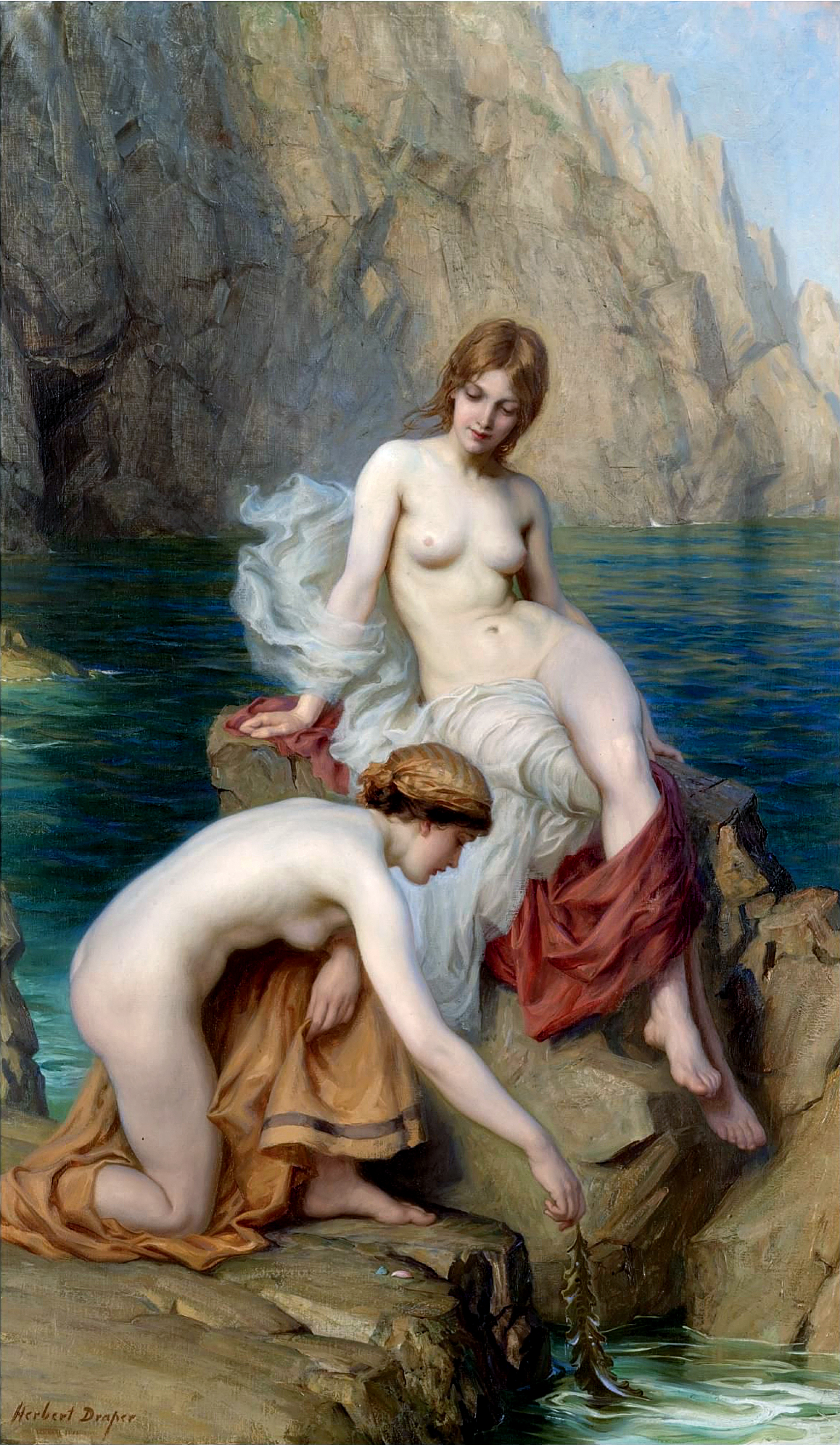
By Summer Seas
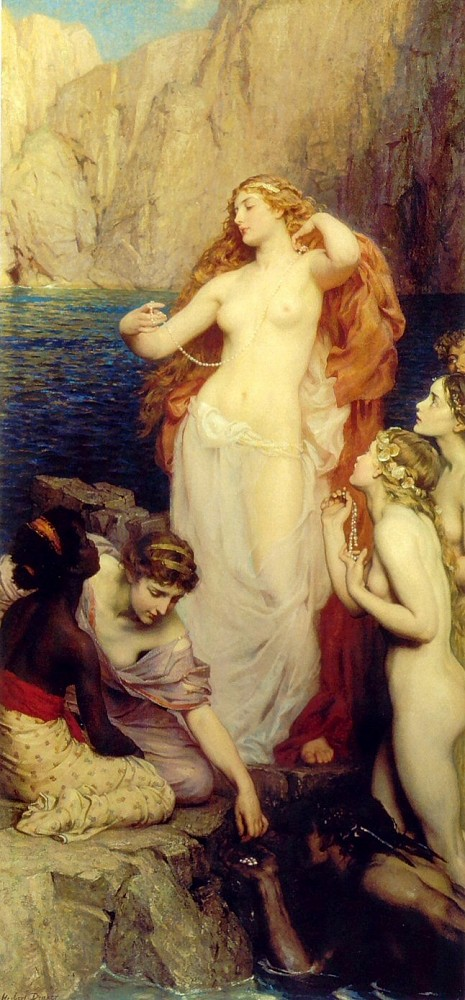
The Pearls of Aphrodite
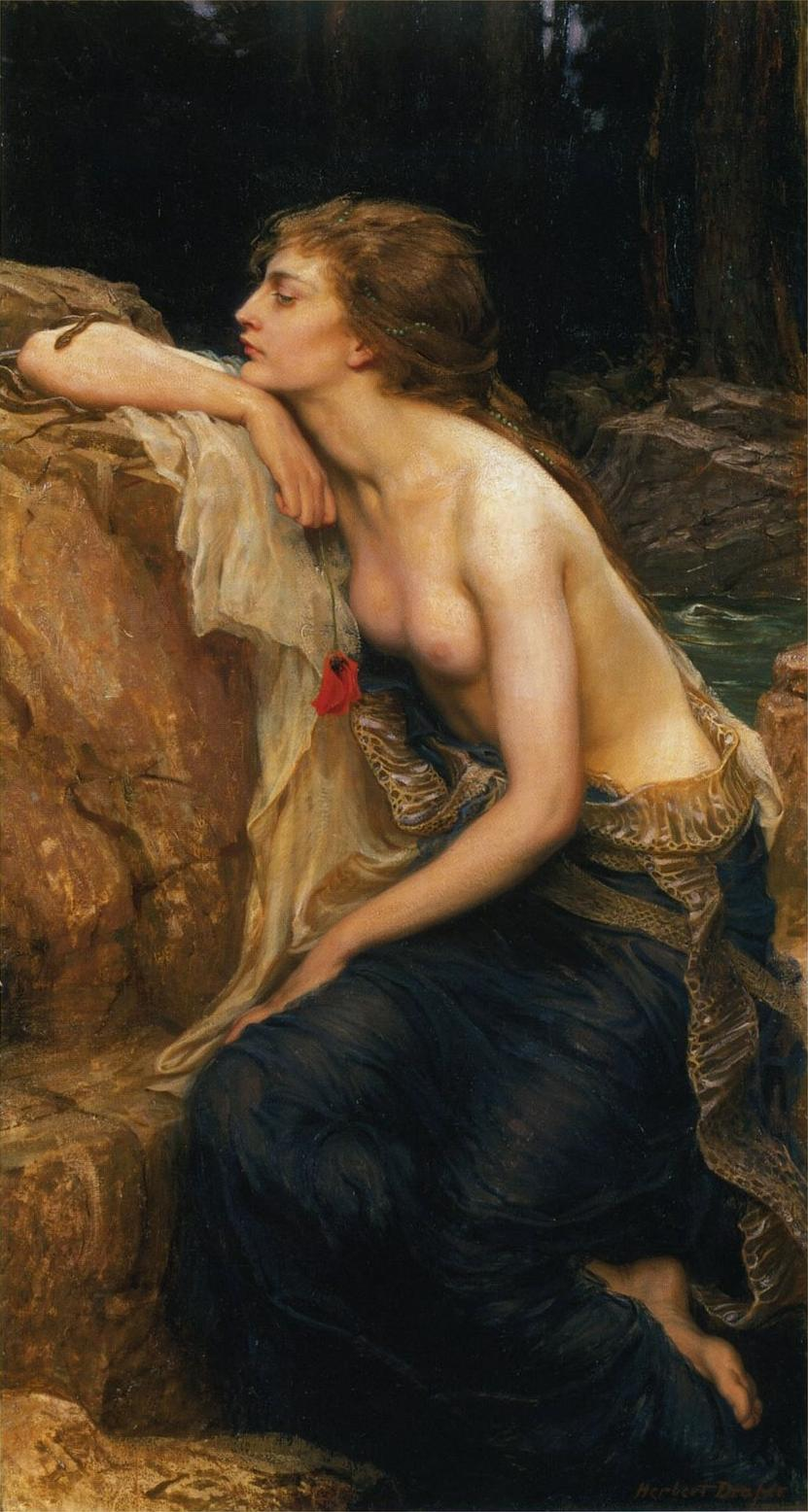
The Lamia, 1909
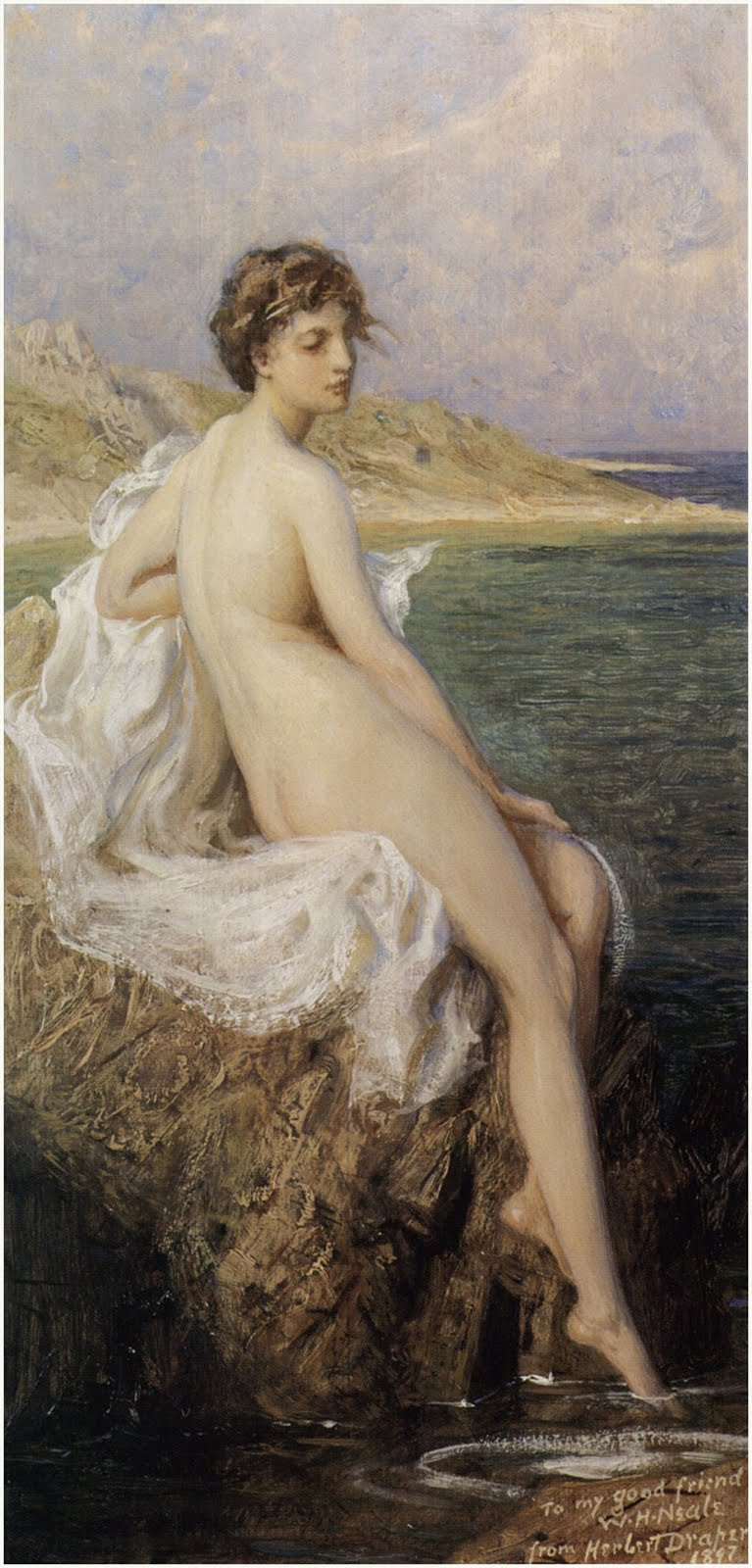
Bather
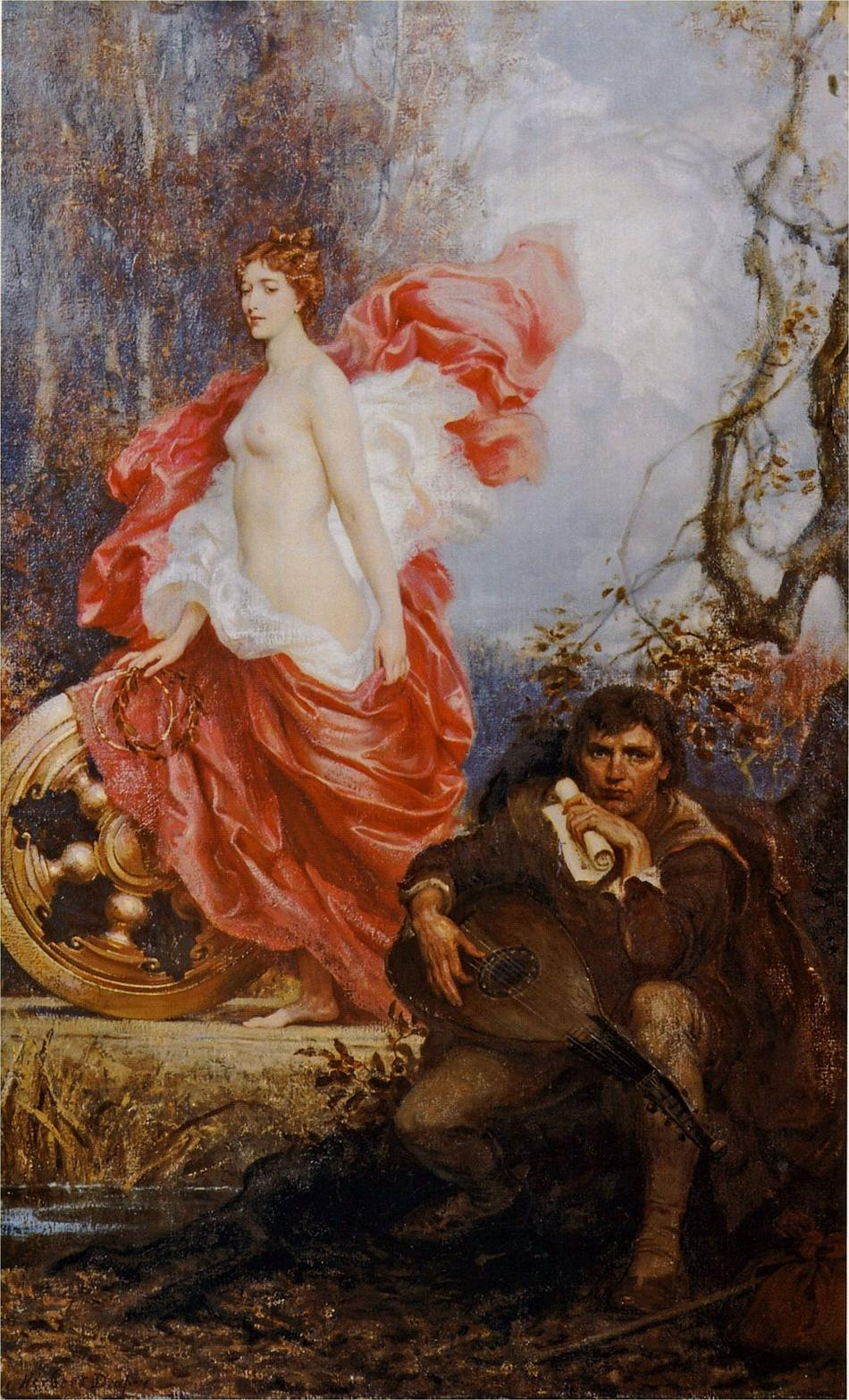
Art and the Jade
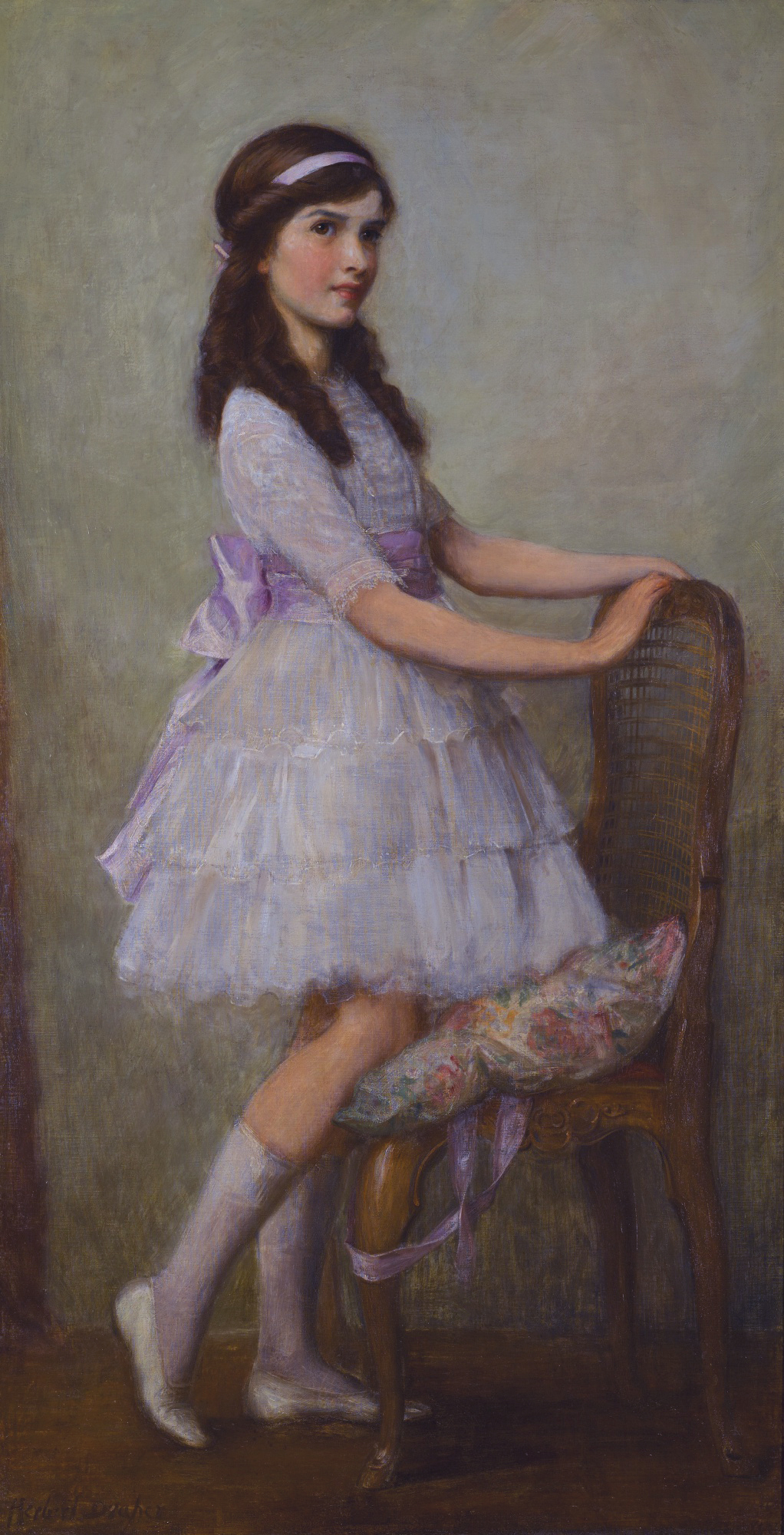
Retrato de Miss Barbara De Selincourt
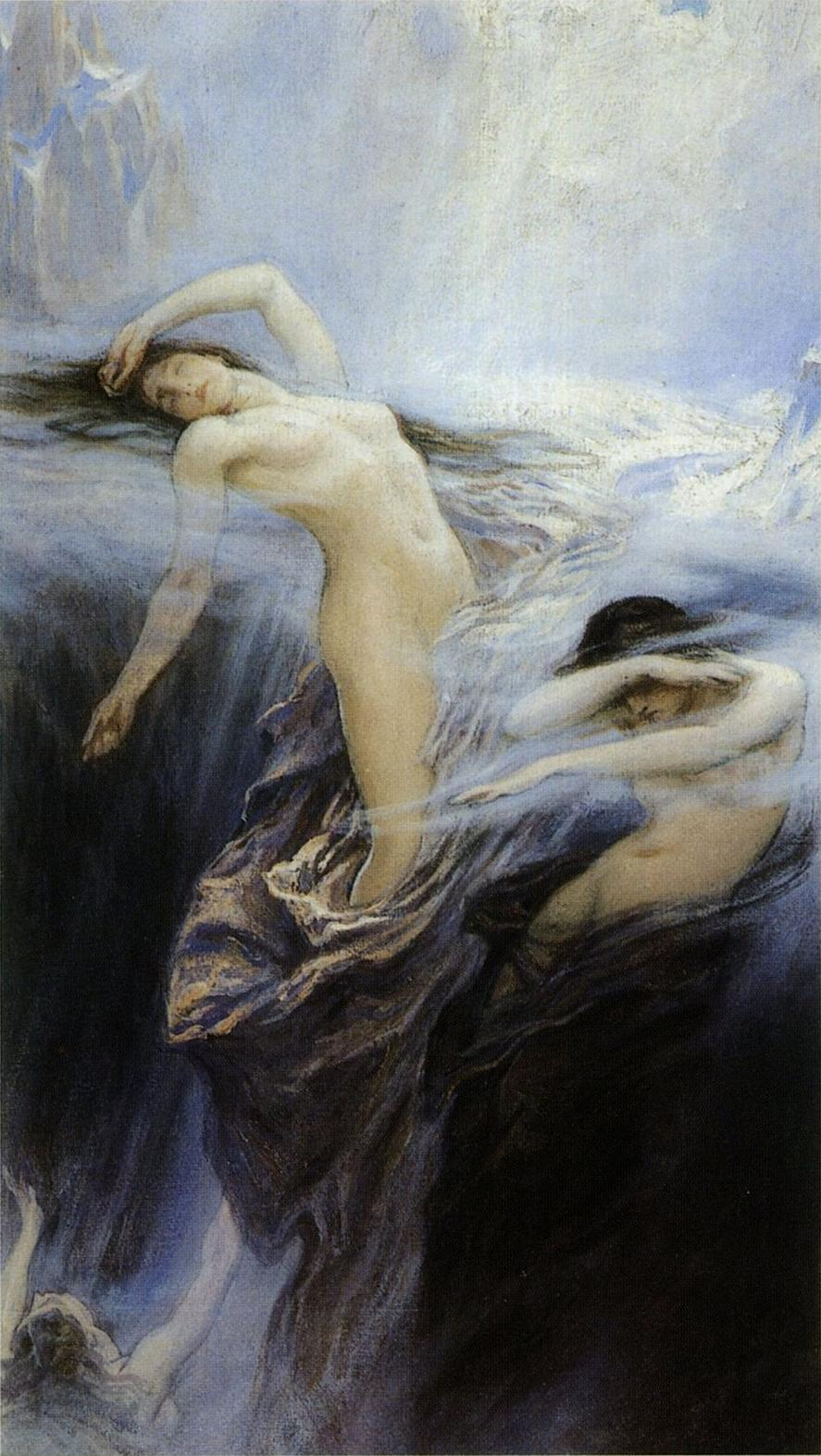
Clyties of the Mist
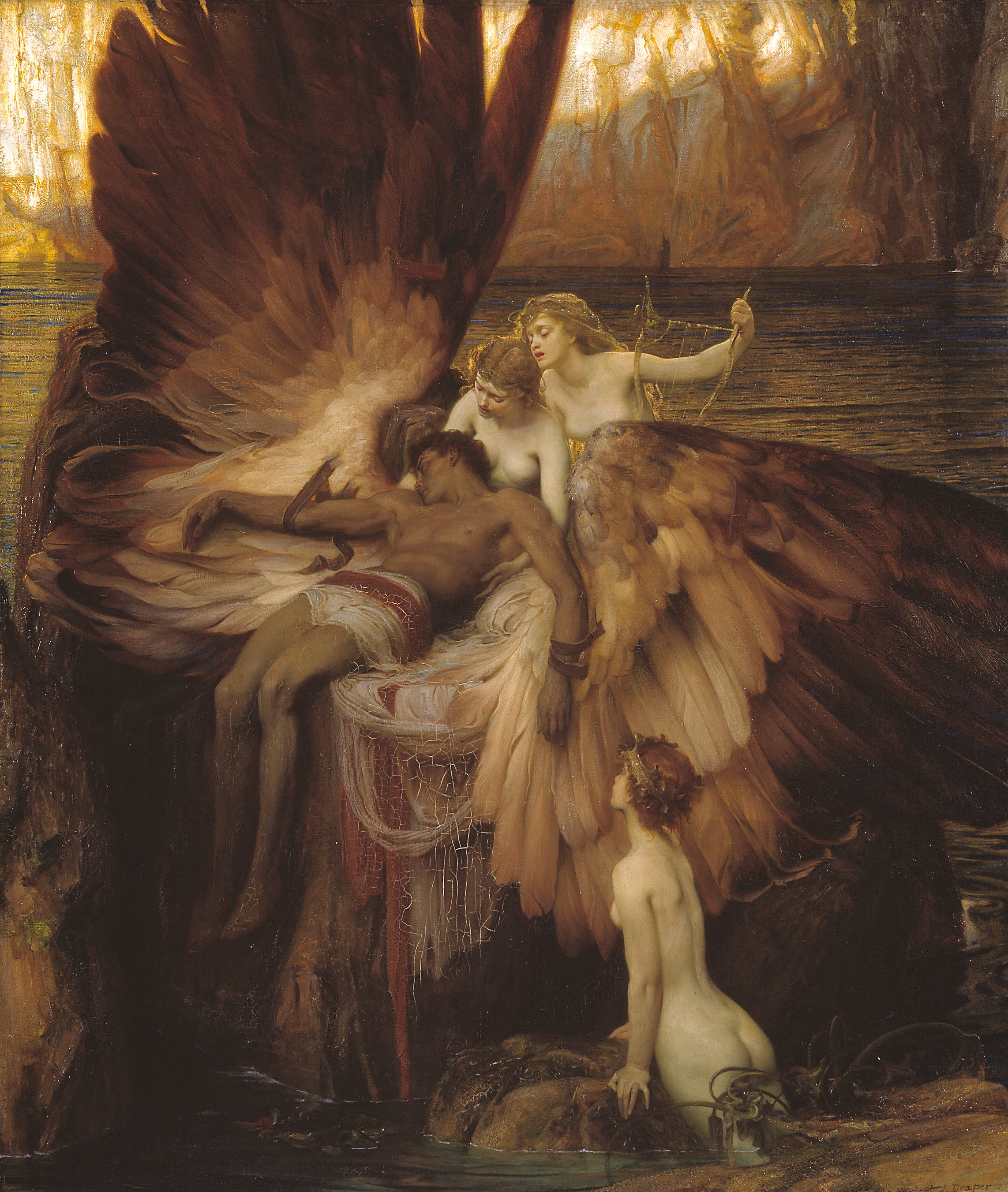
O Lamento de Ícaro, 1898
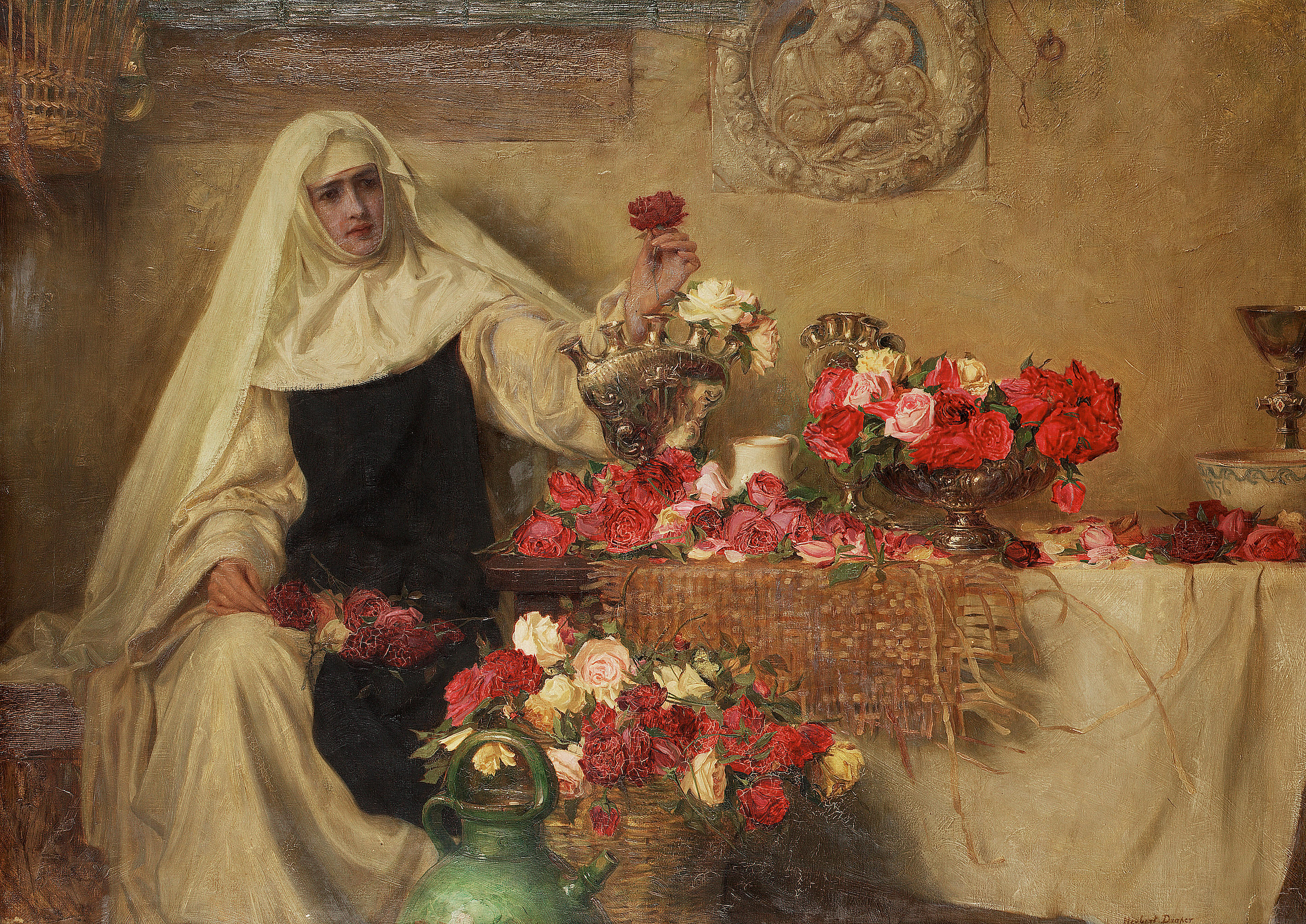
Para o dia de Santa Dorotéia, 1899
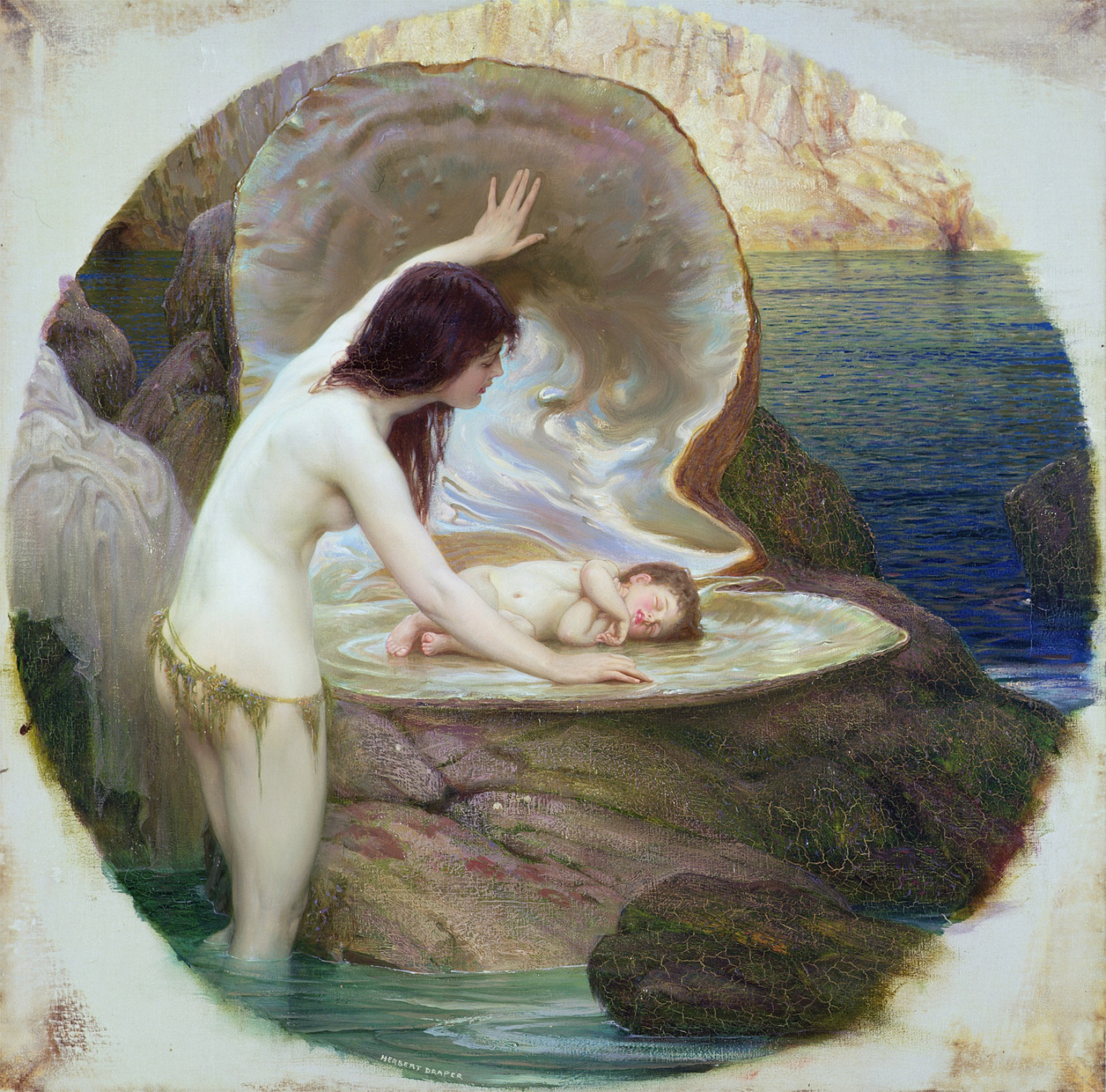
A Water Baby
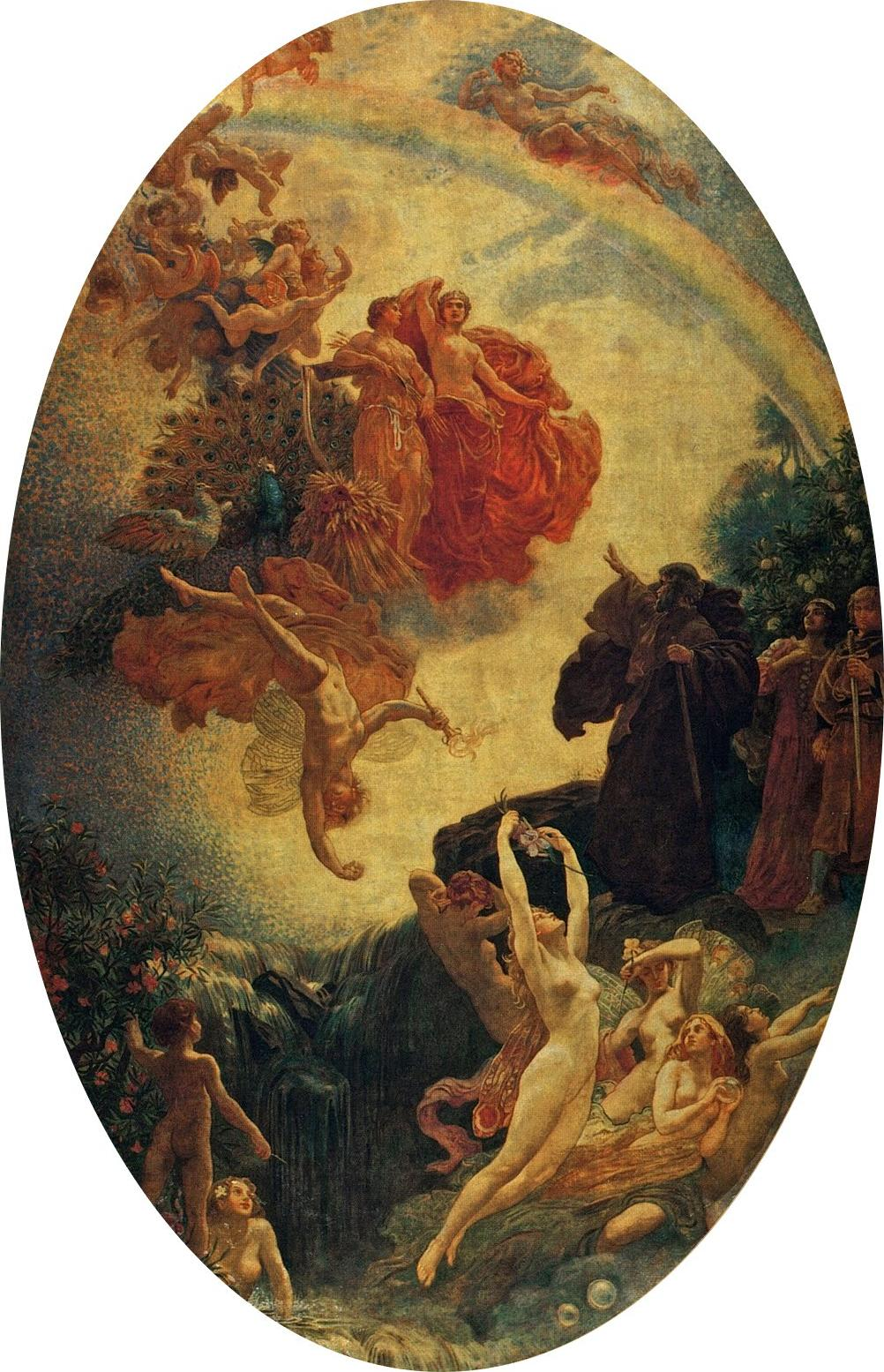
Prospero
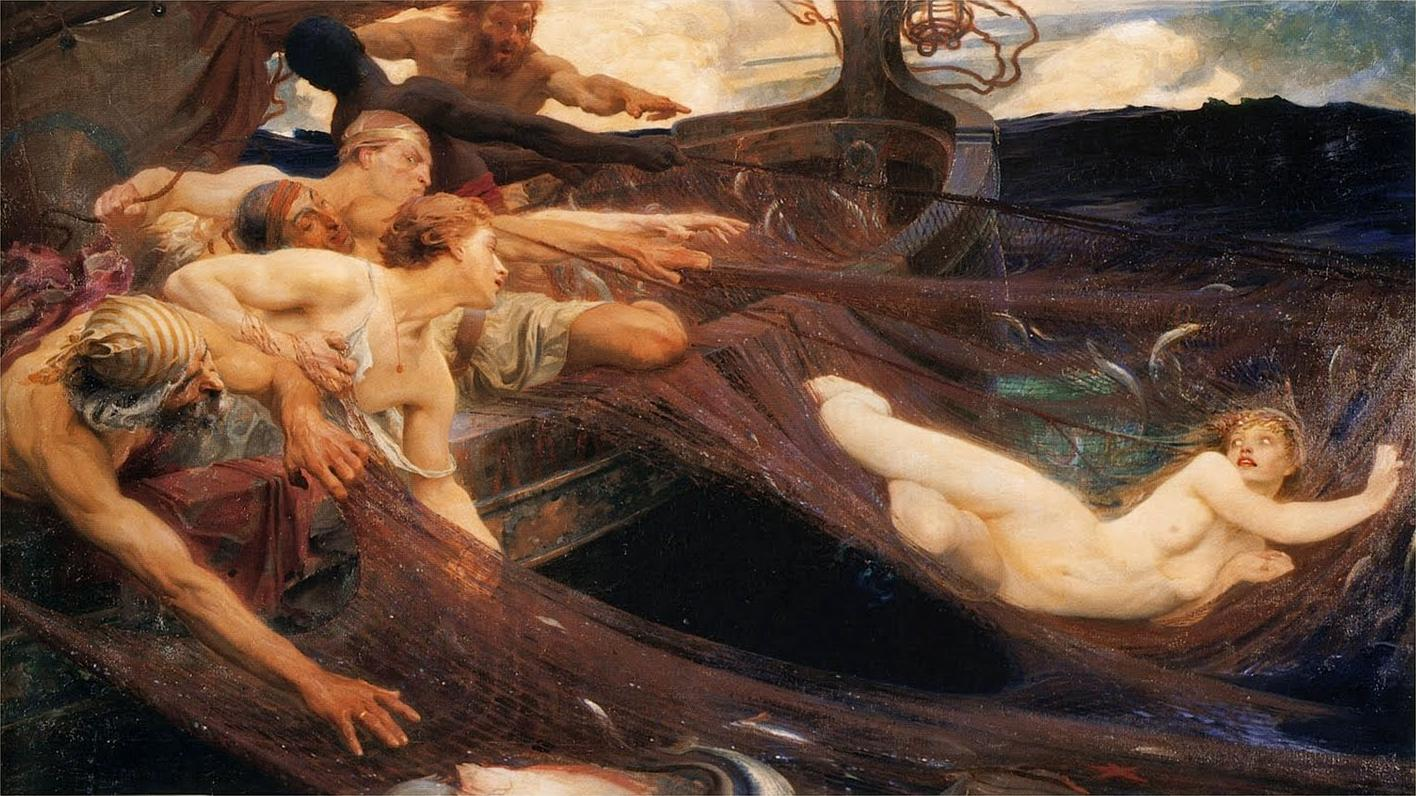
The Sea Maiden
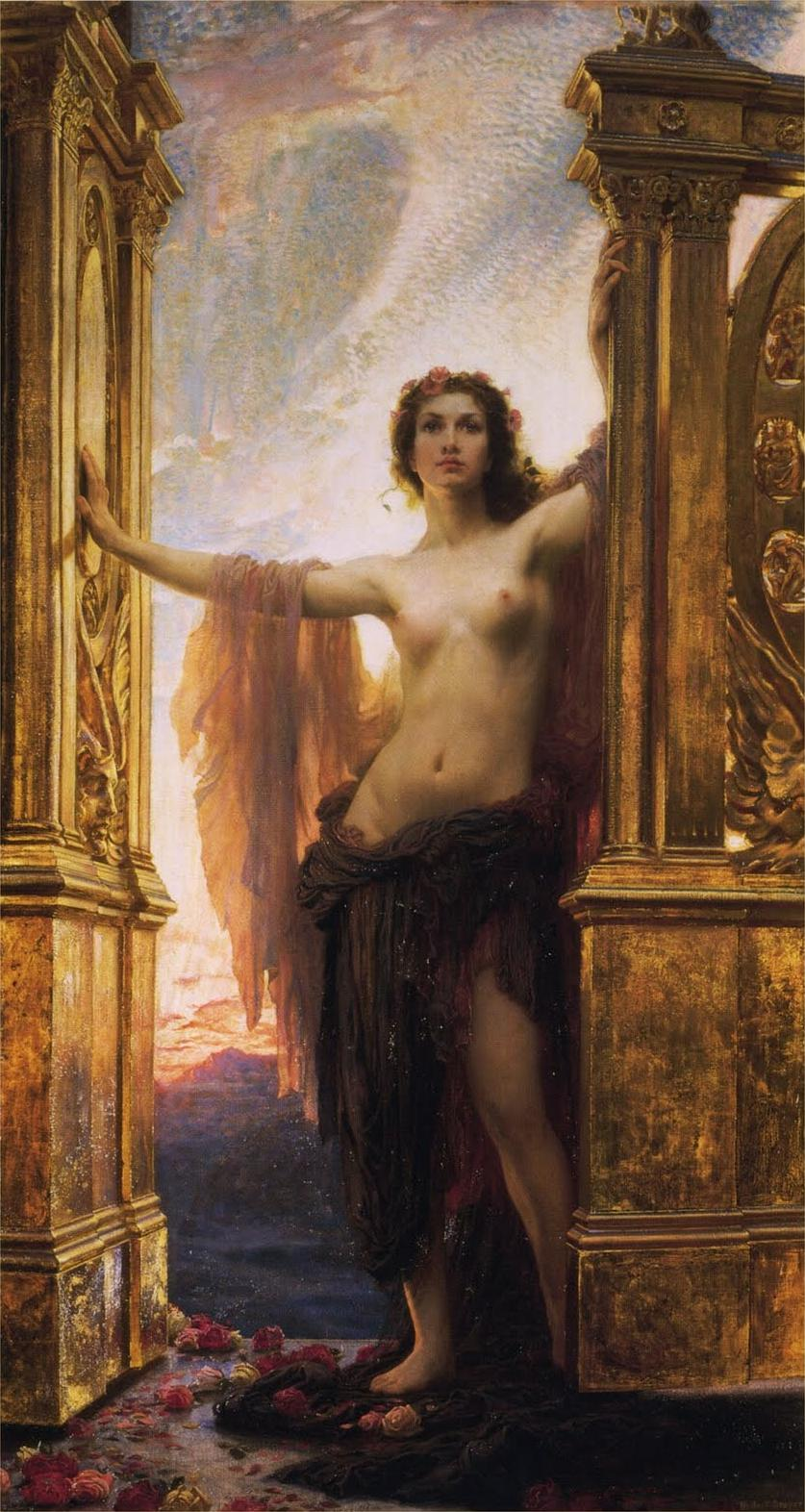
Gates of Dawn
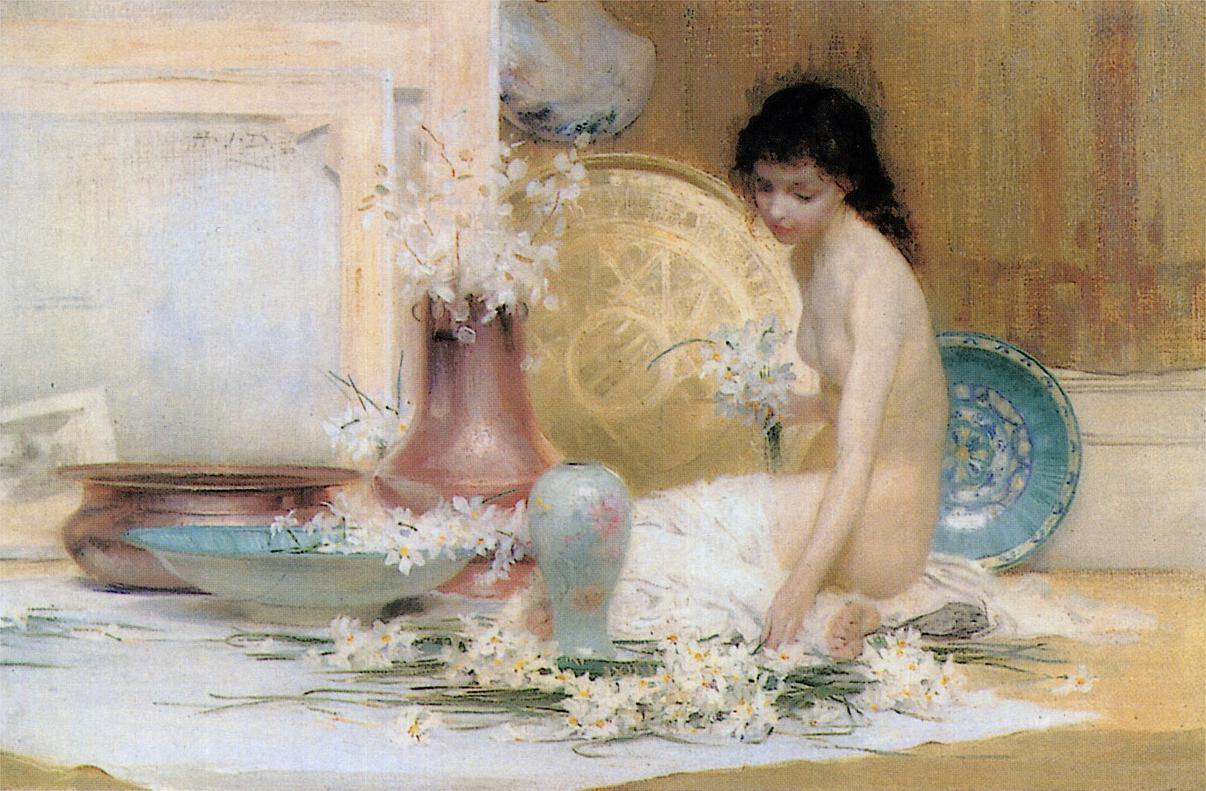
No estúdio
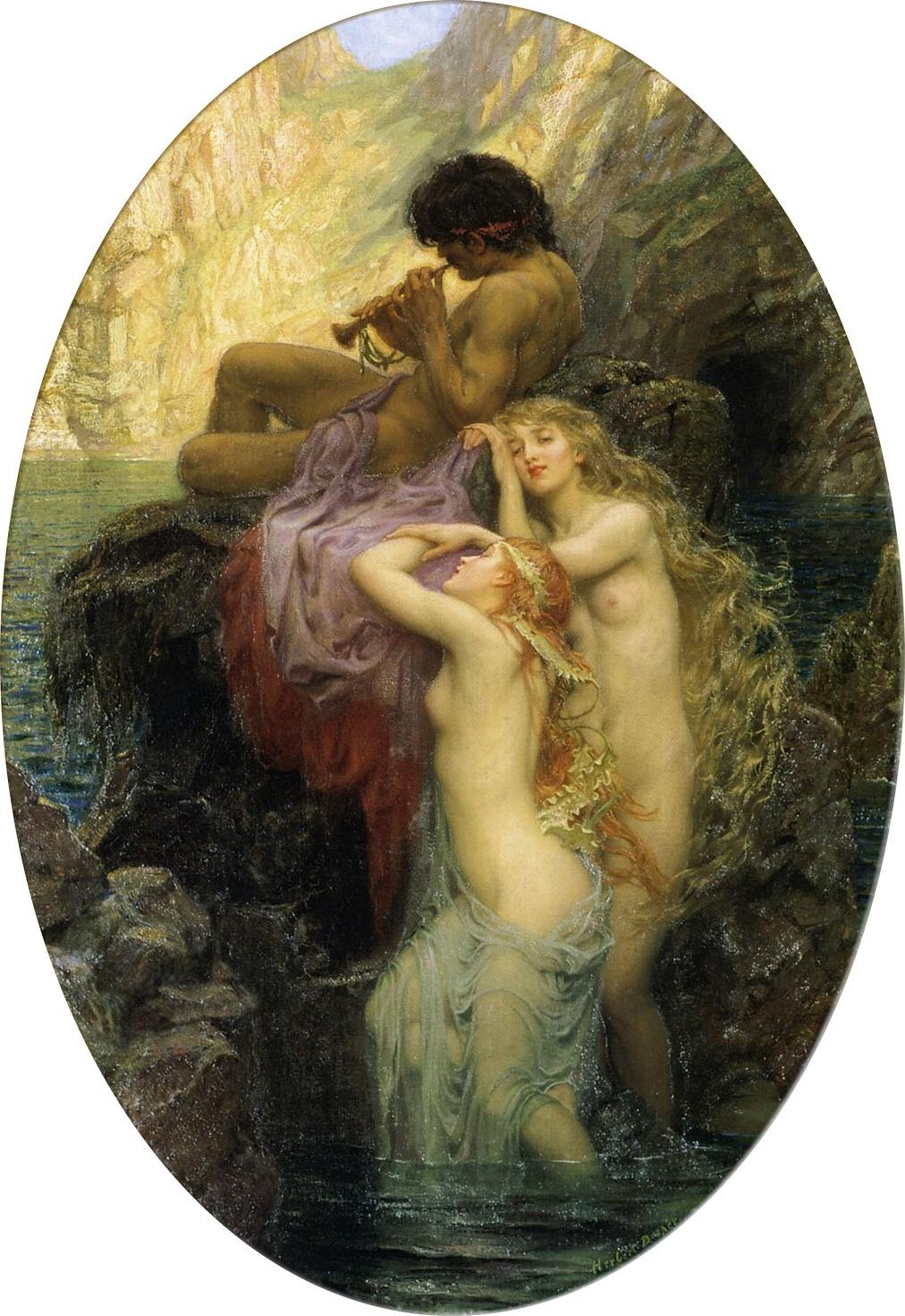
Melodias do Mar
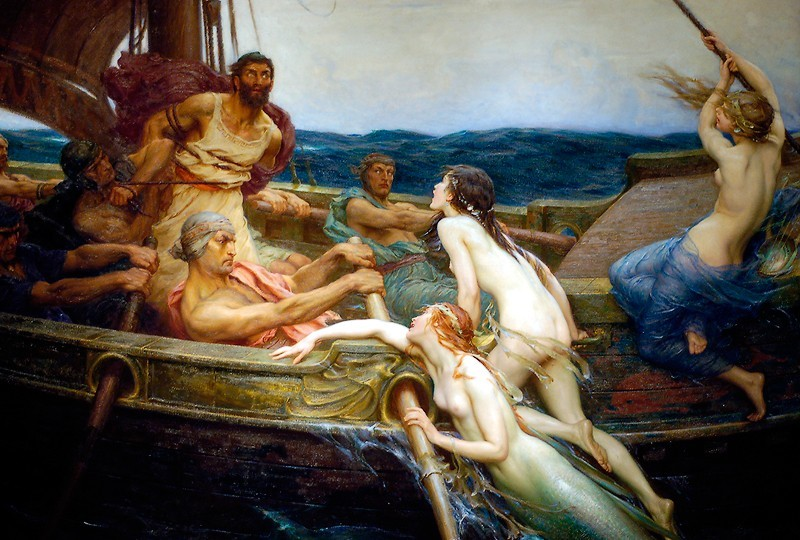
Ulisses e as sereias, 1909
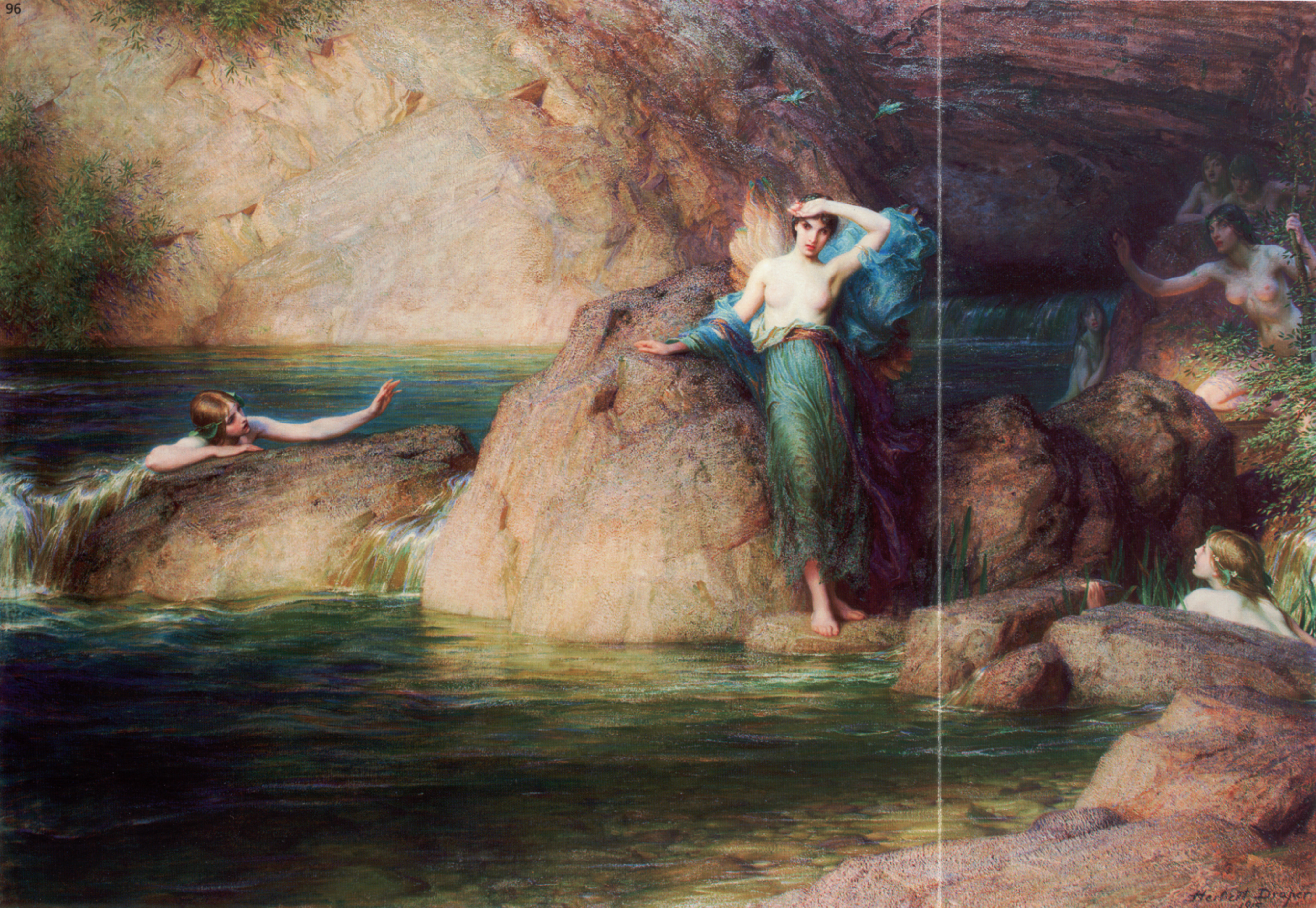
Halcyone, 1915